# Peter Colotka
Peter Colotka (10. ledna 1925 Sedliacka Dubová – 20. dubna 2019) byl slovenský a československý komunistický politik a dlouholetý předseda vlády Slovenské socialistické republiky.

## Život
V letech 1946–1950 vystudoval Právnickou fakultu Univerzity Komenského v Bratislavě, kde po studiu zůstal pracovat jako pedagog. V roce 1956 se stal docentem, v roce 1964 profesorem, v letech 1957–1959 byl děkanem fakulty. V letech 1962–1970 byl členem Mezinárodního soudního dvora v Haagu.
Od roku 1963 byl poslancem Slovenské národní rady. V období let 1963–1968 zastával také post pověřence spravedlnosti Slovenské národní rady. Colotka byl místopředsedou Federální vlády ČSSR od 1. ledna 1969 do 30. ledna 1969 vedené Oldřichem Černíkem a potom opět od 29. září 1969 do 12. října 1988  (ve vládách Oldřicha Černíka a Lubomíra Štrougala). Od ledna do dubna 1969 byl předsedou Federálního shromáždění. Od 4. května 1969 do 12. října 1988 byl předsedou vlády Slovenské socialistické republiky. V letech 1988 až 1990 byl velvyslancem Československa ve Francii.
Byl členem KSČ od roku 1947 a od dubna 1969 do října 1988 byl i členem předsednictva ÚV KSČ a od září 1969 do října 1988 členem předsednictva ÚV KSS. V únoru 1990 byl za politickou činnost v 70. a 80. letech 20. století vyloučen z KSČ. Od června 1990 byl trestně stíhán kvůli podezření ze zneužití pravomoci veřejného činitele, zpronevěry a krádeže, ale v červnu 1994 byl v plném rozsahu zproštěn viny.
Zemřel 20. dubna 2019 ve věku 94 let.

## Státní vyznamenání
- Vyznamenání Za zásluhy o výstavbu, 1965[5]
- Řád práce 1969
- Řád Vítězného února 1973
- Řád republiky, 1974